# Ciriade
Ciriade o Mariade (in latino Cyriades, Mariades, Mareades; fl. 259/260) è stato un usurpatore che si ribellò contro l'imperatore romano Valeriano.

## Biografia
L'unica fonte che attesti l'esistenza di questo dubbio personaggio è la lista dei Trenta Tiranni, contenuta nella Historia Augusta. In questa opera si racconta di come Ciriade avesse derubato il proprio padre, la cui vita aveva amareggiato dissipandone il patrimonio, e fosse poi fuggito presso i Persiani; qui avrebbe sollecitato il "Re dei Re", Sapore I, a invadere le province romane, conquistando Cesarea e Antiochia, assumendo la porpora, per poi venire ucciso dai propri uomini dopo una breve carriera di crudeltà e di crimine. I fatti dovrebbero essere accaduti durante la campagna di Valeriano in oriente, nel 258 o 259.
La figura di Ciriade potrebbe essere ispirata a Mariade, un nativo di Antiochia, il quale fu ritenuto colpevole di aver intascato fondi pubblici: Mariade portò l'esercito di Sapore in Siria, causando la cattura e il saccheggio di Antiochia. In seguito fu messo a morte da Sapore stesso.
(Ammiano Marcellino, Storie, XXIII, 5.3.)
Non vi sono infine prove che si fosse mai proclamato imperatore.